# Sandymount
Sandymount (irl. Dumhach Thrá, dosł. wydma / piaskowe wzgórze) – dzielnica (ang.district) Dublina (kod pocztowy Dublin 4), położona na wybrzeżu Morza Irlandzkiego (irl. An Mhuir Mheann). Od południa sąsiaduje z dzielnicą Merrion, od zachodu z  Ballsbridge, od północy z Irishtown i Ringsend.
Zabudowa mieszkalna pochodzi z XIX i początków XX wieku. W centrum Sandymount znajduje się park Sandymount Green z popiersiem Williama Yeatsa.

## Edukacja
- Marian College

## Sandymount w literaturze
Sandymount i Sandymount Strand pojawiają się w „Ulissesie” Jamesa Joyce’a

## Transport
Niedaleko Sandymount przebiega linia kolejowa DART, kierunek: Malahide/Howth – Greystones
- Stacja kolejowa. iarnrodeireann.ie. [zarchiwizowane z tego adresu (2008-12-23)]. DART Sandymount.
- Stacja kolejowa. iarnrodeireann.ie. [zarchiwizowane z tego adresu (2009-07-04)]. DART Lansdowne.

Połączenie autobusowe z centrum Dublina, zapewniają linie nr 2, 3 i 18.